# 茨木市立安威小学校

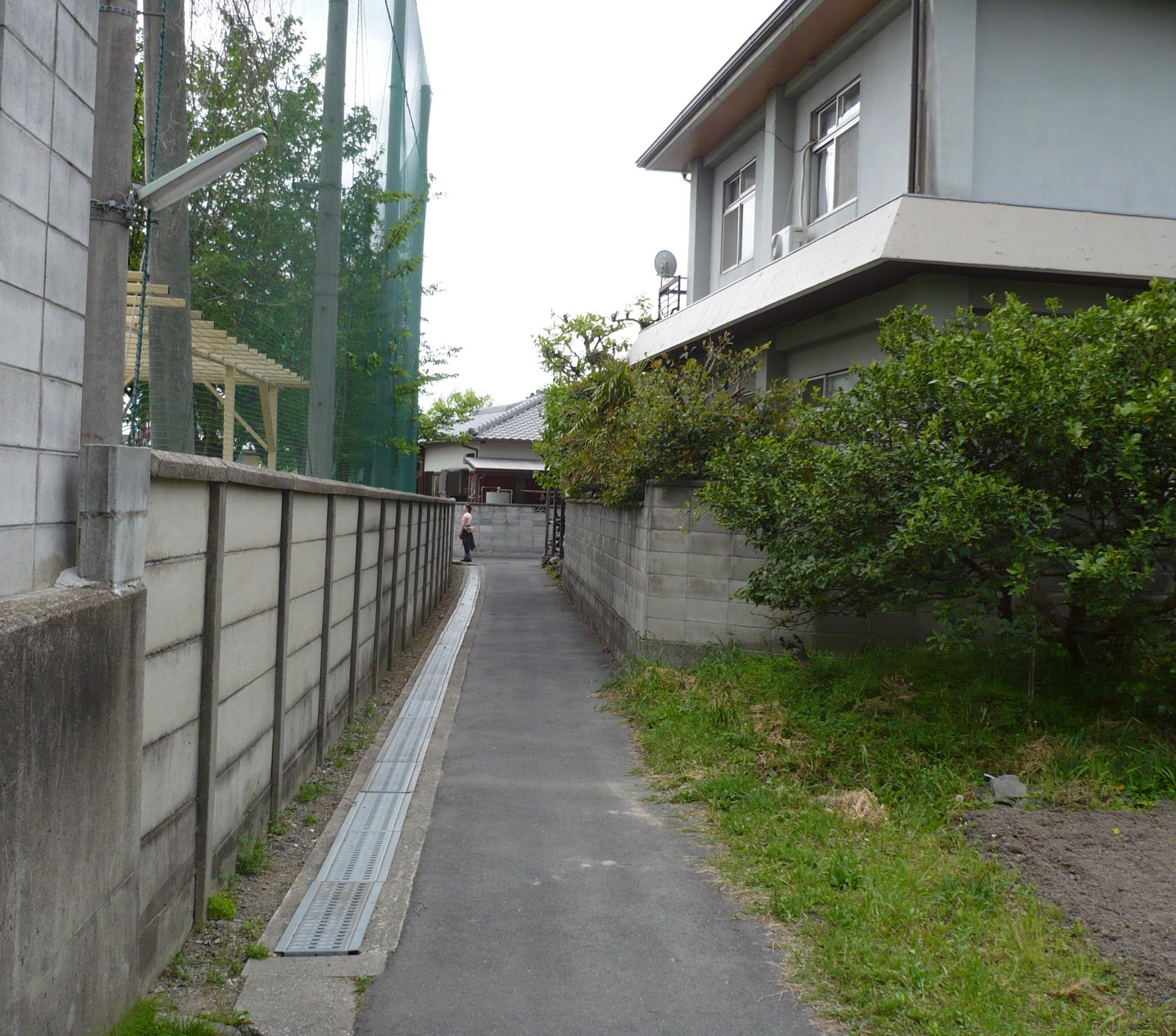
安威小学校の西側

茨木市立安威小学校（いばらきしりつ あい しょうがっこう）は、大阪府茨木市にある公立小学校。

## 沿革
- 1879年10月：安威村尋常小学校として開校。
- 1901年12月：現在地に移転。
- 1941年4月：安威国民学校と改称。
- 1947年4月：安威村立小学校と改称。
- 1948年：PTA発足。
- 1954年2月：茨木市立安威小学校と改称。
- 1965年7月：プール完成。
- 1973年6月：体育館完成。
- 1994年6月：新プール完成。
- 2000年4月：養護学級開設。愛称｢あおぞら｣教室。

## 通学区域
- 茨木市 南安威1丁目・3丁目、南安威2丁目の一部、西安威1・2丁目、十日市町（一部を除く）、西太田町の一部、耳原3丁目の一部、東安威1・2丁目、安威1～4丁目、大字安威、大字桑原、大字大門寺、大字生保

卒業生は基本的に茨木市立北中学校と茨木市立北陵中学校の2校に分かれて進学する。